# مسافت‌یاب لیزری

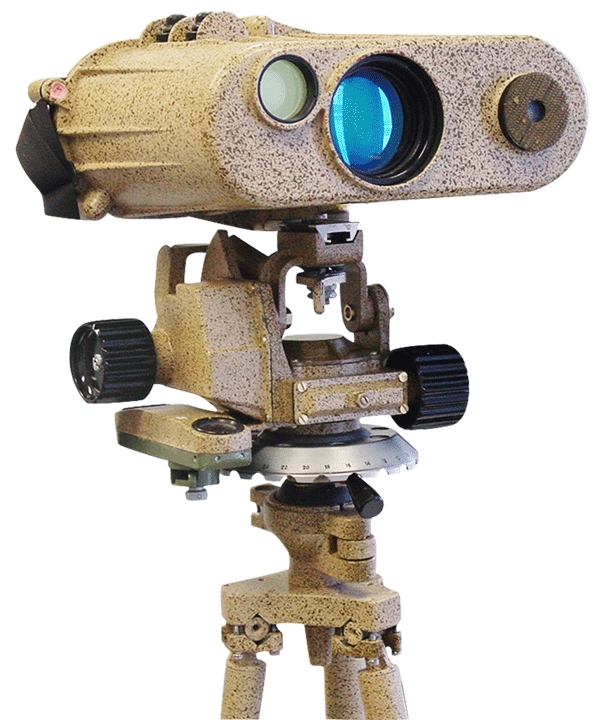
یک فاصله سنج برد بالا که قادر به اندازه‌گیری فاصله ۲۰ کیلومتر است و روی یک سه‌پایه با پایه سه گوش سوار شده‌است. این دستگاه حرکات قوسی و بالا و پایین را نیز پشتیبانی می‌کند.

مسافت سنج لیزری ابزاریست که از پرتو لیزر برای یافتن دوری پدیده‌ها بهره می‌برد. عمومی‌ترین گونۀ دوری سنج لیزری براساس زمان پرواز نمونه به وسیله فرستادن یک پالس لیزر در یک باریکه پرتو به سوی جسم و اندازه‌گیری زمان پرتو تا بازگشت به فرستنده کار می‌کند. به خاطر سرعت بالای نور این تکنیک برای اندازه‌گیری‌های با دقت کمتر از میلی‌متر مناسب نیست به‌طوری‌که اغلب سه گوشه‌ سازی و روش‌های دیگر به کار می‌روند.
دوری سنجی با لیزر بیشتر با روش‌های زیر انجام می‌شود:
۱-تعیین زمان رفت و برگشت یک تپ (پالس) قوی لیزری از مبدأ تا هدف.
۲-روش تداخل‌سنجی (یعنی یک باریکه لیزر به هدف برخورد کرده و خودش جمع شود و از روی فریزهای تداخلی اندازه‌گیری انجام می‌شود)
این روش‌ها در صورتی‌که هدف ما خاصیت بازتاب نداشته باشد، بدون فایده خواهد بود.

## پالس
پالس ممکن است طوری کدگذاری شود که احتمال دچار پارازیت شدن فاصله یاب کاهش یابد. این امر با استفاده از تکنیک‌های اثر داپلر برای تشخیص اینکه ممکن است شی به سمت فاصله یاب یا جهت‌های دیگر حرکت کند و اینکه چه سرعتی دارد ممکن می‌شود.
دقت ابزار به وسیله زمان سقوط یا صعود پالس لیزر و سرعت دریافت‌کننده تعیین می‌شود. نوعی که از پالس‌های لیزری خیلی سریع استفاده می‌کند و یک آشکارساز خیلی سریع دارد می‌تواند فاصله شی را تا حد چند میلی‌متر تعیین کند.

## حوزه تغییر
با وجود اینکه پرتو باریک شده، ولی می‌تواند در طی فواصل طولانی در نتیجه واگرایی پرتو لیزر گسترش یافته و پخش شود.
این پدیده به علت مجاورت با حباب‌های هوا -که مانند لنزی عمل می‌کنند که تغییراتی در حدود اندازه‌های میکروسکوپی تا تقریباً نصف ارتفاع مسیر پرتو لیزر بالای زمین دارند- ایجاد می‌شود.
این اغتشاشات اتمسفری با پراکندگی خود لیزر و با حلقه‌های متقاطع بهم می‌پیوندد که سبب می‌شود حباب‌های گرم به‌طورجانبی بهم فشرده شوند، که ممکن است به صورتی که سبب مشکل در صحت خواندن فاصله یک شی شوند با هم ترکیب گردند، مثلاً زیر برخی درختان یا پشت بوته‌ها و شاخ و برگ‌ها یا حتی در فواصل طولانی بیشتر از ۱۰ کیلومتر در فضای باز و نواحی خالی تاریک.
بعضی نورهای لیزری ممکن است که از شاخ و برگ‌های نزدیک تر به شیء بازگشت داده شوند که باعث بازگشت دادن زود و خواندن کم دقت می‌شود. در عوض در فواصل بیشتر از ۳۶۵ متر، هدف اگر در مجاورت زمین باشد ممکن است به راحتی در یک سراب ناپدید شود، که این سراب به دلیل تغییرات دما در هوا در مجاورت بیابان داغ که باعث خمیدگی نور لیزر می‌شود به وجود می‌آید.
تمامی اثرات باید در محاسبات گنجانده شوند

## محاسبات
فاصله بین نقطه A وB با رابطه زیر داده شده
D=ct/2
که c سرعت نور در اتمسفر و t مقدار زمان برای طی طریق بین A و B است.
t= φ/ω
که تأخیری است که به وسیله جابجایی نور ایجاد می‌شود ω فرکانس زاویه‌ای تلفیق نوری است.
سپس با جایگذاری مقادیر در معادله اول داریم
D=ct/2،D=۱/۲ ct=۱/۲ c·φ/ω=c/(4πf) (Nπ+Δφ)=c/4f (N+ΔN)=U(N+
در این رابطه U به عنوان واحد طول، Δφ به عنوان تأخیر قسمتی که کامل نشده، ΔN به عنوان مقدار دسی‌مال ΔN=φ/ω هستند.

## تمییز دادن
بعضی ابزار قادرند که بین چند انعکاس را تشخیص دهند، مانند بالا. این ابزار از آشکارسازهای مشخص‌کننده شکل موج استفاده می‌کنند به‌طوری‌که می‌توانند مقدار نور بازگشتی در یک زمان مشخص را تعیین کنند، که معمولاً خیلی کوتاه‌است. شکل موج یک پالس لیزر که به یک درخت و سپس به زمین برخورد می‌کند دو پیک خواهد داشت. اولین پیک فاصله تا درخت خواهد بود و دومی فاصله تا زمین.
توانایی ابزارهای سوار شده بر هواپیما برای تشخیص درون سایه‌های غلیظ و سطوح نیمه انعکاسی دیگر مانند اقیانوس کاربردهای زیادی را برای ابزارهای حمل و نقل هوایی تأمین می‌کند، مانند:
ساختن «زمین عریان»، نقشه‌های مکان نگاری شده با حذف درختان
ساختن نقشه‌های دارای تراکم گیاهی
عمق‌سنجی (اندازه‌گیری مکان نگاری زیر اقیانوس)
خطر آتش جنگل‌ها
تهدید شسته شدن موانع جزایر

## فناوری‌ها

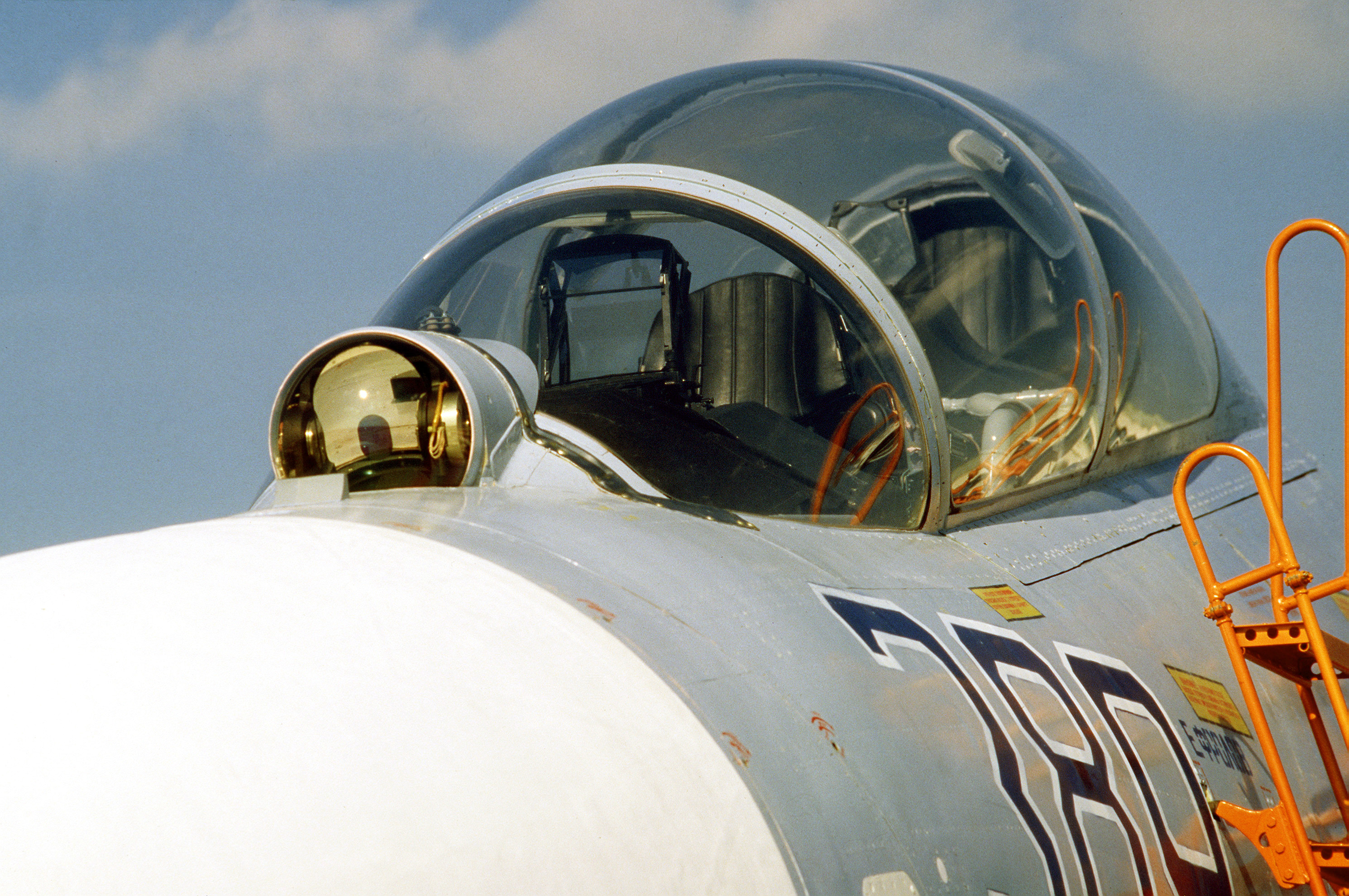
تصویر نزدیک از پوشش شیشه‌ای بالای سوویت سو ۲۷ یو بی

زمان پرواز: زمان صرف شده برای یک پالس نور برای طی کردن فاصله رفت و برگشت تا هدف. با دانستن سرعت نور و اندازه‌گیری دقیق زمان طی شده، فاصله محاسبه می‌شود. تعداد زیادی پالس پشت سر هم پرتاب می‌شود که معمولاً پاسخ متوسط مورد استفاده قرار می‌گیرد. این روش به مدار خیلی دقیق دارای زمان‌بندی زیر نانو ثانیه نیاز دارد.
انتقال فاز چند فرکانسی:این روش، انتقال فاز فرکانس‌های چندگانه بازگشتی را اندازه‌گیری می‌کند و سپس چند معادله هم‌زمان را جهت اندازه‌گیری نهایی حل می‌کند.
تداخل:دقیق‌ترین و مفیدترین تکنیک برای اندازه‌گیری تغییرات فاصله نسبت به فواصل مطلق.
پرونده:یک فاصله سنج برد بالا که قادر به اندازه‌گیری فاصله ۲۰ کیلومتر است و روی یک سه پایه با پایه سه گوش سوار شده‌است. این دستگاه حرکات قوسی و بالا و پایین را نیز پشتیبانی می‌کند.

## کاربردها

### نظامی

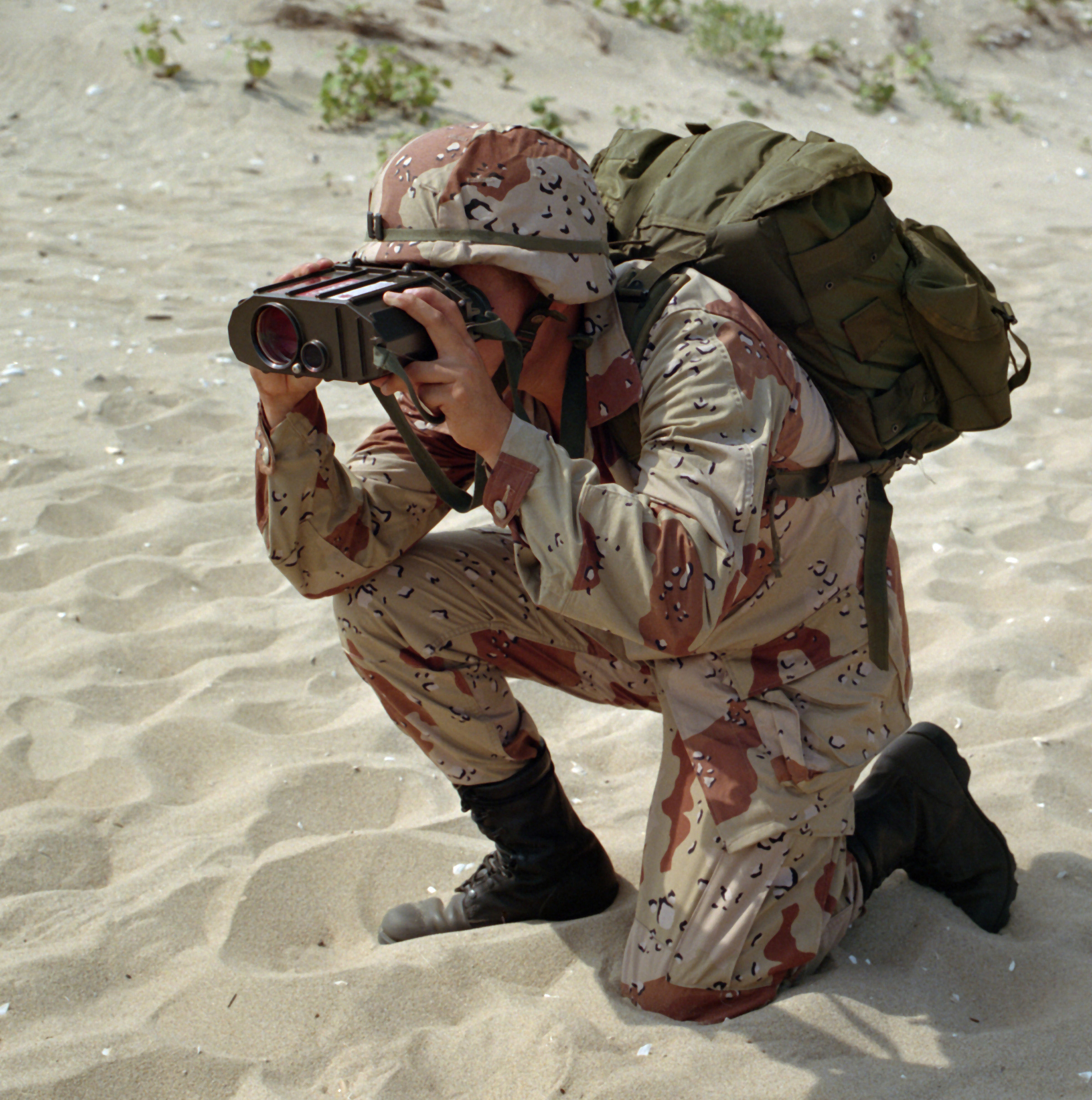
یک سرباز آمریکایی با یک فاصله سنج لیزری GVS-5

فاصله سنج‌ها یک فاصله دقیق را برای اهدافی که دورتر از فاصلهٔ شلیک مستقیم هستند برای تیراندازها و توپخانه‌ها فراهم می‌کنند. آن‌ها همچنین می‌توانند برای تلفیق و مهندسی نظامی هم استفاده شوند.
فاصله سنج‌های نظامی دستی در محدوده‌های ۲ تا ۲۵ کیلومتری عمل می‌کنند و با دوربین‌های دو چشمی و تک چشمی ترکیب می‌شوند. وقتی فصله سنج با یک قطب نمای مغناطیسی دیجیتال (DMC) و انحراف سنج ترکیب شود می‌تواند گرای مغناطیسی، شیب، و ارتفاع (طول) اهداف را فرا هم کند. بعضی از فاصله سنج‌ها همچنین می‌توانند سرعت اهداف را نسبت به مشاهده‌کننده تعیین کنند. بعضی دیگر از فاصله سنج‌ها کابل یا ارتباط بی‌سیمی دارند که آن‌ها را قادر می‌سازد که داده هایشان را به سایر تجهیزات مثل رایانهٔ کنترل آتش بفرستند. بعضی مدل‌ها همچنین امکان اضافه کردن مدل‌های دید در شب را ارائه می‌کنند. اکثر فاصله سنج‌ها از باتری‌های استاندارد یا قابل شارژ استفاده می‌کنند.
مدل‌های قویتر فاصله سنج‌ها فاصله را تا ۲۵ کیلومتر اندازه می‌گیرند و به‌طور معمول روی سه‌پایه یا مستقیماً روی یک خودرو یا شاسی توپ جنگی نصب می‌شوند. در موارد امروزی تر مدل‌های فاصله سنج با تجهیزات دمایی مداری و دید در شب و روز ترکیب می‌شوند. اکثر فاصله سنج‌های پیشرفته نظامی می‌توانند با رایانه‌ها ترکیب شوند.
برای کم اثر کردن فاصله سنج‌های لیزری و اسلحه‌های ردیاب لیزری در برابر اهداف نظامی، نیروهای نظامی متفاوت رنگ‌های جذب‌کننده لیزر را برای وسایل نقلیه خود گسترش داده‌اند. بعضی از اجسام نور لیزر را خیلی خوب بازتاب نمی‌کنند و استفاده از فاصله سنج لیزری روی آن‌ها دشوار است.

### تولید مدل سه‌بعدی

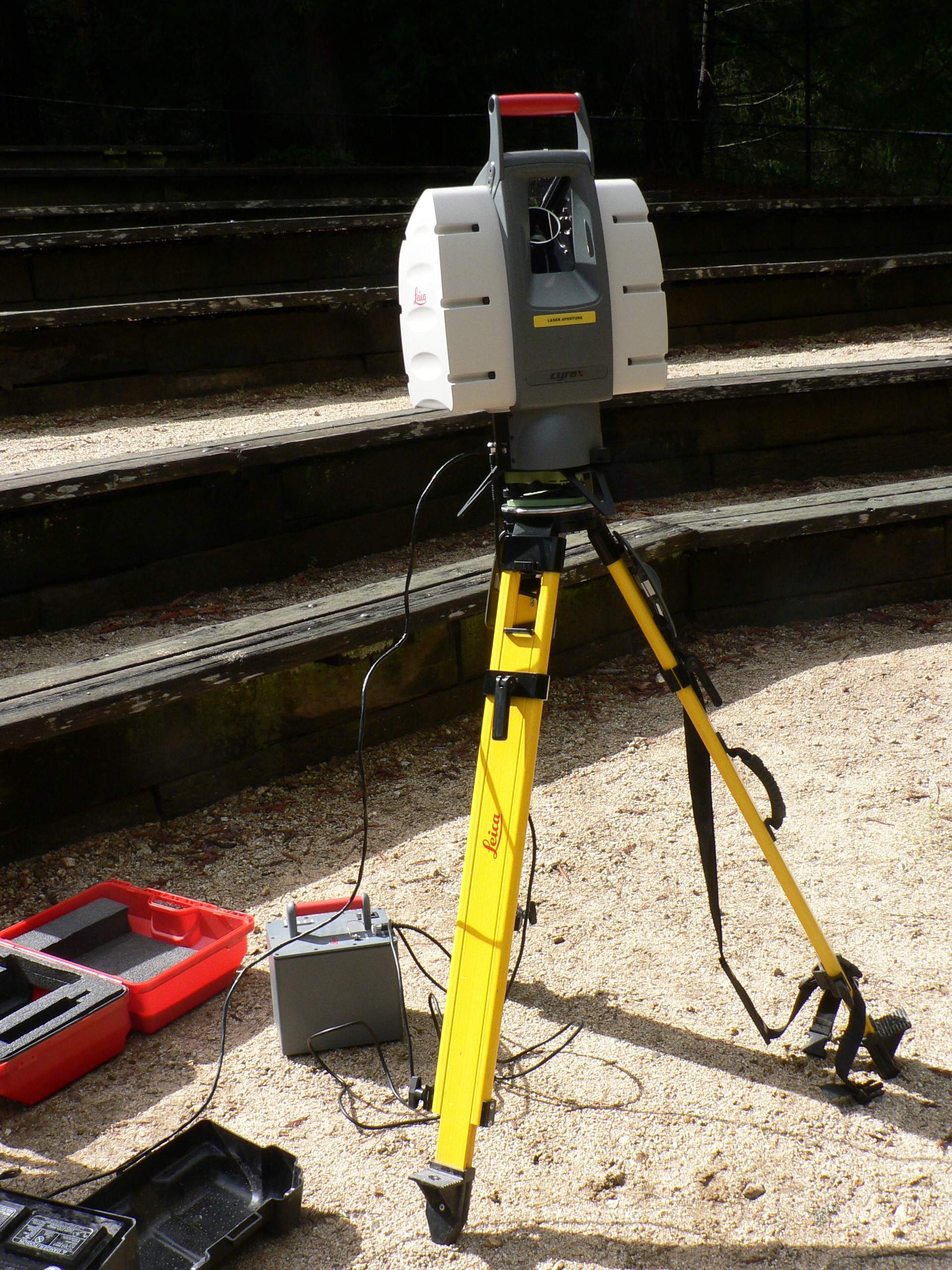
این پویش‌گر (scanner) لیدار می‌تواند برای پویش ساختمان‌ها، بناهای سنگی و… به منظور تولید یک مدل سه‌بعدی استفاده شود. LIDAR می‌تواند پرتو لیزری خود را در محدوده‌های وسیع هدایت کند: سر آن افقی می‌چرخد، یک آینه عمودی حرکت می‌کند. پرتو لیزری برای اندازه‌گیری فاصله تا اولین جسم روی مسیرش استفاده می‌شود.

این پویشگر scanner) LIDAR) می‌تواند برای پویش ساختمان‌ها، بناهای سنگی و … به منظور تولید یک مدل سه‌بعدی استفاده شود. لیدار می‌تواند پرتو لیزری خود را در محدوده‌های وسیعی هدایت کند: سر آن افقی می‌چرخد، یک آینه عمودی حرکت می‌کند. پرتو لیزری برای اندازه‌گیری فاصله تا اولین جسم روی مسیرش استفاده می‌شود.

فاصله سنج‌های لیزری در شناسایی و ساختن مدل سه‌بعدی از اجسام و نیز در انواع زیادی از رشته‌های مرتبط با تصاویر مجازی رایانه‌ای به طرز گسترده‌ای استفاده می‌شوند. این فناوری قلب پویشگرهای(scanner) سه‌بعدی زمان پرواز(time-of-flight) را تشکیل می‌دهند. در مقایسه با ابزارهای نظامی توصیف شده در این مقاله، فاصله سنج‌های لیزری توانایی‌های پویشی (scanning) با دقت بالا را با حالت‌های یک وجهی یا پویش ۳۶۰ درجه‌ای ارائه می‌کنند.
تعدادی از راهکارها (algorithms) برای تطبیق محدودهٔ داده‌هایی که از زوایای متفاوت از یک جسم دریافت شده‌اند به منظور تولید مدل‌های سه‌بعدی کامل با حداقل خطای ممکن گسترش یافته‌اند. یکی از مزیت‌هایی که فاصله سنج‌های لیزری نسبت به سایر روش‌های تولید مدل‌های سه بعدی رایانه‌ای دارند، این است که در صورت استفاده از داده‌های جمع‌آوری شده با لیدار، دیگر نیازی به توجیه کردن دو تصویر نسبت به همدیگر و تناظریابی عوارض موجود در دو تصویر برای تعیین اطلاعات عمق (مثل روش‌های برجسته بینی) نیست.
فاصله سنج‌های لیزری که در کاربردهای تصاویر رایانه‌ای استفاده می‌شوند معمولاً توانایی اندازه‌گیری فاصله را با دقت یک دهم میلی‌متر یا بهتر دارا هستند. با استفاده از فنهای(techniques) سه گوشه‌سازی یا اندازه‌گیری شکست می‌توان به این هدف رسید.

### ورزشها
فاصله سنج‌های لیزری می‌توانند به‌طور مؤثر در ورزش‌های متفاوتی که به اندازه‌گیری دقیق فاصله احتیاج دارند استفاده شوند مثل گلف، شکار و تیراندازی.

### فرایندهای تولید صنعتی
یکی از کاربردهای مهم، استفاده از فناوری فاصله سنج لیزری در طول اتوماسیون سامانه‌های مدیریت انبار و فرایندهای تولید در صنعت فولاد است.

### ابزار اندازه‌گیری لیزری
فاصله سنج‌های لیزری همچنین می‌توانند در چندین صنعت مثل ساختمان، نوسازی و املاک به جای متر استفاده شوند. در حالیکه برای اندازه‌گیری یک فضای بزرگ مثل یک اتاق در یک مسیر مستقیم بدون مانع با متر نیاز به دو نفر است، با یک وسیلهٔ اندازه‌گیری لیزری می‌توان این کار را با یک نفر آن هم تنها با نیاز به یک مسیر دید انجام داد. ابزار اندازه‌گیری لیزری نوعاً توانایی تولید بعضی محاسبات را دارند مثل مساحت یا حجم یک اتاق.

## ایمنی
فاصله سنج‌های لیزری برای مشتریان، دستگاه‌های لیزری کلاس یک هستند و بنابراین برای چشم ایمن شناخته می‌شوند. بعضی از فاصله سنج‌های لیزری برای استفاده‌های نظامی از سطح انرژی کلاس یک تجاوز می‌کنند.

## آخرین دستاوردها
در سال ۲۰۱۳ شرکت آمریکایی ترکینگ پوینت از نوعی تفنگ شکاری رونمایی کرد. میدان دید و هدف‌گیری این سلاح رایانه‌ای است و مجهز به نرم‌افزارهای هدف‌گیری و سیستم مسافت‌یاب لیزری است.